# Lovro Kos
Lovro Kos, född 23 juli 1999, är en slovensk backhoppare. Han tävlar för SSK Ilirija Ljubljana.

## Karriär
I mars 2016 gjorde Kos sin internationella debut vid Alpen Cup-tävlingen i Baiersbronn. Kos tog sina första poäng i februari 2017 vid Alpen Cup-tävlingen i Kranj, där han slutade på 19:e och 24:e plats. I september 2017 i Kandersteg tävlade Kos för första gången i FIS-cupen och slutade på 68:e och 25:e plats. Senare samma månad gjorde han sin Kontinentalcupen-debut och slutade på 35:e plats i Râșnov. I januari 2019 slutade Kos på 40:e plats vid Kontinentalcupen-tävlingen i Planica. I februari 2019 slutade han på 2:a plats vid Alpen Cup-tävlingen i Kranj. I mars 2019 tog Kos sina första poäng i Kontinentalcupen efter en 30:e plats i Tjajkovskij.
I januari 2020 slutade Kos tre gånger bland de tio bästa vid FIS-cupen-tävlingar (två femteplatser i Zakopane och en 10:e plats i Rastbüchl). I februari och mars 2020 hade han regelbundet topplaceringar i Kontinentalcupen. Under denna period tog Kos poäng i elva raka tävlingar i Kontinentalcupen och var endast utanför topp 20 en gång (22:a plats i den första tävlingen i Predazzo). Den 16 februari 2020 i Iron Mountain stod Kos första gången på prispallen i tävlingen. Han upprepade denna framgång i mars 2020 i Lahtis med två andraplatser. Under denna period slutade Kos topp tio ytterligare fyra gånger och avslutade säsongen 2019/2020 med en 8:e plats i den totala ställningen i Kontinentalcupen med 422 poäng.
I augusti 2020 i Wisła gjorde Kos sin Grand Prix-debut. Under säsongen 2020/2021 i Kontinentalcupen slutade han som högst på en 3:e plats i vid tävlingen i Innsbruck i januari. Den 31 januari 2021 gjorde Kos sin debut i världscupen. Han slutade på en 39:e plats vid tävlingen i Willingen. Kos tog sina första världscuppoäng den 25 mars 2021 i Planica, då han slutade på 27:e plats.
Den 1 januari 2022 i Garmisch-Partenkirchen slutade Kos på en 3:e plats i världscupen, vilket var hans första pallplats i tävlingen.
Kos har tagit ett antal medaljer i mixat lag vid slovenska sommarmästerskapet: silver 2017 samt guld 2018 och 2019. Han har även tagit ett brons i lagtävlingen vid det nationella vintermästerskapet 2020.